# Roger Crozier Saving Grace Award
Roger Crozier Saving Grace Award var en NHL-trofé som gavs till den målvakt som hade högst räddningsprocent i grundserien, dock var kandidaterna tvungna att spela minst 25 grundspelsmatcher på en säsong för att kvalificerat sig för priset. Trofén delades ut mellan 1999-2000 och 2006-2007. Namnet på trofén kommer från den före detta målvakten Roger Crozier som bland annat spelade i Detroit Red Wings och Buffalo Sabres, som han hjälpte de båda lagen att nå final i Stanley Cup. Den 11 januari 1996 avled Crozier av cancer och 2000 gick NHL och hans gamla arbetsgivare, den Delaware-baserade banken MBNA ihop och skapade trofén och där vinnaren fick välja vilken hockeyförening för ungdom, eller annan utbildningsorganisation, som skulle motta en summa av 25000 amerikanska dollar.

## Vinnare
- 1999/2000 - Ed Belfour, Dallas Stars
- 2000/2001 - Marty Turco, Dallas Stars
- 2001/2002 - José Théodore, Montreal Canadiens
- 2002/2003 - Marty Turco, Dallas Stars
- 2003/2004 - Dwayne Roloson, Minnesota Wild
- 2004/2005 - Ingen vinnare på grund av säsongslång konflikt mellan NHL och NHLPA.
- 2005/2006 - Cristobal Huet, Montreal Canadiens
- 2006/2007 - Niklas Bäckström, Minnesota Wild